# 2020-as kamion-Európa-bajnokság
A 2020-as kamion-Európa-bajnokság a 36. Európa-bajnoki szezon volt. Augusztus 29-én vette kezdetét a cseh nagydíjjal, és október 18-án, a magyar nagydíjjal fejeződött be. Az egész világon gondokat okozó koronavírus-járvány miatt csak ez a két forduló szerepelt a naptárban és ezalatt csupán 8 futamot tudtak megrendezni. Október 30-án bejelentették, hogy az eredetileg idényzáró olasz versenyeket is törölték, ami miatt hivatalosan nem volt meg a 3 különálló hétvége, amely szükséges lett volna ahhoz, hogy teljes szezonnak minősítsék a a 2020-ast, de ez végül nem történt meg. Így ennek következtében nem osztották ki a bajnoki címeket sem. A nem hivatalos tabella élén a magyar Kiss Norbert zárt 92 ponttal.

## Csapatok és versenyzők
Az előzetes nevezési listát május 15-én hozták nyilvánosságra.
| Csapat                      | Kamion       | Rajtszám | Versenyző               | Fordulók | Kategória |
| --------------------------- | ------------ | -------- | ----------------------- | -------- | --------- |
| Team Hahn Racing            | Iveco        | 1        | Jochen Hahn             | 1–2      |           |
| Team Hahn Racing            | Iveco        | 22       | Lukas Hahn              | 1        | P         |
| Truck Sport Lutz Bernau     | MAN          | 2        | Antonio Albacete        | 1–2      |           |
| Buggyra Zero Mileage Racing | Freightliner | 20       | Téo Calvet              | 1–2      | P         |
| Buggyra Zero Mileage Racing | Freightliner | 29       | Aliyyah Koloc           | 1–2      | P         |
| Buggyra Zero Mileage Racing | Freightliner | 55       | Adam Lacko              | 1–2      |           |
| Anderson Racing             | MAN          | 23       | Jamie Anderson          | 1        | P         |
| Tankpool 24 Racing          | Scania       | 24       | Steffen Faas            | 1–2      | P         |
| Heinrich-Clemens Hecker     | MAN          | 25       | Heinrich-Clemens Hecker | 1–2      | P         |
| SL Trucksport 30            | MAN          | 30       | Sascha Lenz             | 1        |           |
| Révész TRT                  | MAN          | 40       | Kiss Norbert            | 1–2      |           |
| Team Schwabentruck          | Iveco        | 44       | Stephanie Halm          | 1–2      |           |
| Luis Recuenco               | MAN          | 64       | Luis Recuenco           | 1–2      | P         |
| Lion Truck Racing           | MAN          | 66       | Anthony Janiec          | 1–2      |           |
| Reinert Racing              | Iveco        | 77       | René Reinert            | 1        |           |

| Ikon | Kategória     |
| ---- | ------------- |
| P    | Promóter-kupa |

## Versenynaptár
Az eredeti naptár tartalmazta volna az összes 2019-es hétvégét. Misano és a Hungarirng váltott volna helyet, ami az egyetlen változás volt. Az eredetileg 8 hétvége mellett június 18-án és 19-én az ausztriai Red Bull Ringen szezon közbeni teszteket tartottak volna.
A koronavírus-járvány miatti korlátozások miatt az kalendáriumot többször módosítani kellett. Először Misano és Hungaroring halasztásáról döntöttek, ezeknek a helyére került volna be Jarama és Le Mans. Továbbá a Nürburgringet törölték, így csak 7 helyszín maradt. Később újabb szigorítások miatt ismét változatni kellett a tervezeten, ezúttal kimondták a Slovakiaring törlését és a Hungaroring versenyeinek további elnapolását. Szeptember 6-án végleg törölték Zoldert és Jaramát is. Szeptember 30-án a szervezők Le Mans törlését is bejelentették. Október 30-án már a zajló idény közben törölték Misanót is, ami miatt végül csak 2 hétvégél zárta az évadot a bajnokság.
| Forduló                                         | Forduló           | Helyszín                               | Dátum         |
| ----------------------------------------------- | ----------------- | -------------------------------------- | ------------- |
| 1                                               | 1                 | Autodrom Most, Most                    | augusztus 29. |
| 1                                               | 2                 | Autodrom Most, Most                    | augusztus 29. |
| 1                                               | 3                 | Autodrom Most, Most                    | augusztus 30. |
| 1                                               | 4                 | Autodrom Most, Most                    | augusztus 30. |
| 2                                               | 5                 | Hungaroring, Mogyoród                  | október 17.   |
| 2                                               | 6                 | Hungaroring, Mogyoród                  | október 17.   |
| 2                                               | 7                 | Hungaroring, Mogyoród                  | október 18.   |
| 2                                               | 8                 | Hungaroring, Mogyoród                  | október 18.   |
| Törölt versenyek:                               |                   |                                        |               |
|                                                 |                   | Misano World Circuit, Misano Adriatico | május 28–29.  |
| Slovakiaring, Diósförgepatony                   | június 6–7.       |                                        |               |
| Nürburgring, Nürburg                            | július 18–19.     |                                        |               |
| Circuit Zolder, Heusden-Zolder                  | szeptember 12–13  |                                        |               |
| Bugatti Circuit, Le Mans                        | szeptember 26–27. |                                        |               |
| Circuito del Jarama, San Sebastián de los Reyes | október 3–4.      |                                        |               |

## Eredmények

### Összefoglaló
| Forduló | Forduló | Pálya                 | Pole-pozíció                                | Leggyorsabb kör                             | Győztes versenyző                           | Győztes csapat                              | Promóter-kupa győztese                      |
| ------- | ------- | --------------------- | ------------------------------------------- | ------------------------------------------- | ------------------------------------------- | ------------------------------------------- | ------------------------------------------- |
| 1       | 1       | Autodrom Most, Most   | Kiss Norbert                                | Kiss Norbert                                | Kiss Norbert                                | Révész TRT                                  | Jamie Anderson                              |
| 1       | 2       | Autodrom Most, Most   |                                             | Sascha Lenz                                 | Adam Lacko                                  | Buggyra Zero Millage Racing                 | Jamie Anderson                              |
| 1       | 3       | Autodrom Most, Most   | Kiss Norbert                                | Adam Lacko                                  | Sascha Lenz                                 | SL Trucksport 30                            | Téo Calvet                                  |
| 1       | 4       | Autodrom Most, Most   | A versenyt a heves esőzések miatt törölték. | A versenyt a heves esőzések miatt törölték. | A versenyt a heves esőzések miatt törölték. | A versenyt a heves esőzések miatt törölték. | A versenyt a heves esőzések miatt törölték. |
| 2       | 5       | Hungaroring, Mogyoród | Adam Lacko                                  | Adam Lacko                                  | Adam Lacko                                  | Buggyra Zero Millage Racing                 | Steffen Faas                                |
| 2       | 6       | Hungaroring, Mogyoród |                                             | Kiss Norbert                                | Kiss Norbert                                | Révész TRT                                  | Téo Calvet                                  |
| 2       | 7       | Hungaroring, Mogyoród | Kiss Norbert                                | Kiss Norbert                                | Kiss Norbert                                | Révész TRT                                  | Steffen Faas                                |
| 2       | 8       | Hungaroring, Mogyoród |                                             | Kiss Norbert                                | Kiss Norbert                                | Révész TRT                                  | Téo Calvet                                  |

### Pontrendszer
Minden fordulóban négy versenyt rendeznek, amelyek mindegyikén az első tíz helyen célba érő versenyző kap bajnoki pontokat, az alábbi rendszer szerint:
| Helyezés                    | 1. | 2. | 3. | 4. | 5. | 6. | 7. | 8. | 9. | 10. |
| Pont (1. és a 3. versenyen) | 20 | 15 | 12 | 10 | 8  | 6  | 4  | 3  | 2  | 1   |
| Pont (2. és a 4. versenyen) | 10 | 9  | 8  | 7  | 6  | 5  | 4  | 3  | 2  | 1   |

### Versenyzők
| Helyezés | Versenyző               | MOS[1] | MOS[1] | MOS[1] | MOS[1] | HUN | HUN | HUN | HUN | Pont |
| -------- | ----------------------- | ------ | ------ | ------ | ------ | --- | --- | --- | --- | ---- |
| 1.       | Kiss Norbert            | 1      | 6      | 3      | T      | 2   | 1   | 1   | 1   | 92   |
| 2.       | Adam Lacko              | 4      | 1      | 2      | T      | 1   | 2   | 2   | 4   | 86   |
| 3.       | Jochen Hahn             | 2      | 3      | 4      | T      | 3   | 5   | 3   | 2   | 72   |
| 4.       | Sascha Lenz             | 3      | 2      | 1      | T      |     |     |     |     | 41   |
| 5.       | Stephanie Halm          | 5      | 5      | 6      | T      | 8   | 10  | 5   | 5   | 38   |
| 6.       | Antonio Albacete        | 11     | 8      | 9      | T      | 4   | 4   | 4   | 8   | 35   |
| 7.       | Steffen Faas            | 12     | 9      | 8      | T      | 5   | 6   | 6   | 7   | 28   |
| 8.       | Téo Calvet              | Ki     | 11     | 7      | T      | 6   | 3   | 8   | 6   | 26   |
| 9.       | Anthony Janiec          | Ni     | 10     | 5      | T      | 7   | Ni  | 7   | 3   | 25   |
| 10.      | Jamie Anderson          | 6      | 4      | 10     | T      |     |     |     |     | 14   |
| 11.      | Heinrich-Clemens Hecker | 9      | 12     | 15     | T      | 10  | 7   | 10  | 9   | 10   |
| 12.      | Luis Recuenco           | 13     | 13     | 14     | T      | 9   | 8   | 9   | 10  | 8    |
| 13.      | Lukas Hahn              | 10     | 7      | 11     | T      |     |     |     |     | 5    |
| 14.      | Aliyyah Koloc           | 8      | Ki     | 13     | T      | 11  | 9   | 11  | Ki  | 5    |
| 15.      | René Reinert            | 7      | 14     | 12     | T      |     |     |     |     | 4    |
| Helyezés | Versenyző               | MOS[1] | MOS[1] | MOS[1] | MOS[1] | HUN | HUN | HUN | HUN | Pont |
| Forrás:  |                         |        |        |        |        |     |     |     |     |      |

| Szín       | Eredmény                                          |
| ---------- | ------------------------------------------------- |
| Arany      | Győztes                                           |
| Ezüst      | 2. helyezett                                      |
| Bronz      | 3. helyezett                                      |
| Zöld       | Pontot szerzett                                   |
| Kék        | Pont nélkül vagy helyezetlenül ért célba (nc, hn) |
| Lila       | Nem ért célba (ret, ki)                           |
| Piros      | Nem kvalifikálta magát (dnq, nk)                  |
| Piros      | Nem előkvalifikálta magát (dnpq, nek)             |
| Fekete     | Diszkvalifikálták (dsq, kiz)                      |
| Szürke     | Eltiltott, más pilóta versenyzett helyette (et)   |
| Fehér      | Nem indult (dns, ni)                              |
| Világoskék | Pénteki tesztpilóta (td, tp)                      |
| Üres       | Visszalépett (vi)                                 |
| Üres       | Nem gyakorolt (dnp, ne)                           |
| Üres       | Beteg vagy sérült volt (inj, bet, sér, EÜ)        |
| Üres       | Kizárt (ex, kiz)                                  |
| Üres       | Nem érkezett meg (dna, nj)                        |
| Üres       | Törölt futam (T)                                  |

Megjegyzések:
- ↑ 1:  - Az Autodrom Most pályán a 4. versenyt a heves esőzések miatt törölték.[19]